# Jacques-Joseph Champollion
Jacques-Joseph Champollion, conocido como Champollion-Figeac (5 de diciembre de 1778 - 9 de mayo de 1867), arqueólogo francés, hermano del ilustre egiptólogo Jean-François Champollion.
Jacques-Joseph nació en Figeac, departamento de Lot, en el seno de una familia originaria de Valbonnais, en el Delfinado. Doce años mayor que su hermano Jean-François, fue su preceptor y le transmitió su pasión por la arqueología. Aun siendo un gran erudito, siempre se mantuvo en la sombra, en su afán por formar a su hermano pequeño. Tras la muerte prematura de éste a los 41 años, Jacques-Joseph editará algunos de sus trabajos inacabados, en los cuales ya había contribuido ampliamente.
Falleció en Fontainebleau en 1867 y fue enterrado en el Cementerio de Père-Lachaise en París junto a su hermano.

## Carrera
- Conservador de manuscritos en la Biblioteca Nacional de Francia en París.
- Profesor de paleografía en la École Nationale des Chartes (Escuela Nacional de Archiveros).
- bibliotecario de la biblioteca de Grenoble.
- Bibliotecario del Castillo de Fontainebleau, desde 1849.

## Obras
- Annales des Lagides (1819)
- Nouvelles recherches sur la ville gauloise d'Uxellodunum, assiégée et prise par J. César, rédigées d'après l'examen des lieux et des fouilles récentes, et accompagnées de plans topographiques et de planches d'antiquités (1820)
- L'Égypte ancienne (1839)
- Diversos estudios sobre los dialectos franceses.